# معالجة الصور في الجوالات
معالجة الصور في الجوالات، يتمتع الهاتف المحمول (الجوال) اليوم بمزايا عديدة، تساعد على تحسين جودة الصور، والأفلام المصورة بها، ويمكن تبويب هذه التقنيات في ثلاث مجموعات:
- تقنيات تحسين الصور
- تقنيات معالجة الصور
- تقنيات تحسين تصوير الفيديو

## تقنيات تحسين الصور
التركيز الآلي (Auto Focus): وهي ميزة تسمح للجوال بضبط التركيز الصحيح على الأغراض المراد تصويرها عوضاً عن ضبطه يدوياً من قبل المستخدم مما يحسن في جودة الصورة الملتقطة في أكثر الأحيان.
التركيز اليدوي (Manual Focus): وهي ميزة تسمح للمستخدم بضبط التركيز يدوياً على الغرض المصور، وهي مفيدة عندما لا تستطيع تقنية التركيز الآلي اختيار الغرض الصحيح الذي يريد المستخدم التركيز عليه، مثلاً إذا كان المستخدم يرغب بالتركيز على حيوان يقف وراء قفص، فقد تقوم كاميراً الجوال بالتركيز على قضبان القفص بينما يرغب المستخدم بالتركيز على الحيوان.
التركيز باللمس (Touch Focus): وهي طريقة لضبط التركيز يدوياً على الغرض المطلوب من خلال لمس المستخدم له عند ظهوره على شاشة اللمس في جواله، ليقوم المستخدم بعدها بتصويره، كما يستطيع المستخدم في بعض الجوالات الحديثة أن يضبط التركيز على الغرض المطلوب فقط ويقوم الجوال بالتقاط الصورة أتوماتيكياً دون الحاجة لضغط أي زر.
تثبيت الصورة (Image Stabilizing): مجموعة من التقنيات البرمجية التي تزيد من استقرار الصورة لتقاوم ارتجاف يد المصور.
التكبير الرقمي (Digital Zoom) : وهي طريقة لتكبير الصور تقوم فيها الكاميرا من خلال تصغير الحيز المرئي من الصورة ، حيث تقص المنطقة الداخلية من الصورة بنفس نسب الصورة الأصلية ثم يعاد تكبير تلك المنطقة لتصبح بحجم الصورة الأصلية بعد معالجتها رقمياً لتحسينها، لا تصل جودة التكبير الرقمي عادةً إلى جودة التكبير البصري لكن القيم التي يمكن التكبير إليها رقميا أكبر بكثير من تلك التي يمكن الوصول إليها بصريا، فمعظم الجوالات الحديثة تصل درجة التكبير الرقمي فيها إلى 20 ضعف.
التقريب بصري (Optical Zoom): وهي تقنية تؤمن الحصول على نوعية أفضل للصور المكبرة من تقنية التقريب الرقمي، لكنها لا تتمكن من تحقيق نفس درجات التكبير التي يستطيعها لأنها تعتمد على العدسات المتحركة التي لا يمكن أن تخصص له أحجام كبيرة في الجوالات. فمظم الجوالات التي تؤمن ميزة التكبير البصري لا تتجاوز الثلاثة أضعاف
الالتقاط المتتابع (Burst Mode): وهي تقنية تقوم بالتقاط عدة صور دفعة واحدة عند ضغط زر التصوير. تستعمل عادةً في ظروف الإضاءة المنخفضة أو عندما يكون الغرض المصور متواصل الحركة لتتيح للمستخدم اختيار الصورة الأفضل.
نمط التصوير اللحظي (Fast Shot Mode): وهي ميزة تسمح بالتقاط الصورة في لحظة الضغط على زر التصوير تماماً، وذلك خلافاً للحالة العادية عندما تلتقط الكاميرا الصورة فعلياً بعد ضغط الزر بعدة ثوان.
الالتقاط القريب (Macro Shot): وهي قدرة الكاميرا على التقاط صور قريبة من الغرض المصور مع ضمان الحصول على تمايز ونضارة عاليتين للصورة.
ضبط الإضاءة الخلفية (Wide Dynamic Range): وهي ميزة تضمن الحصول على صور واضحة حتى وإن اشتدت الإضاءة خلف الغرض المصور. فهي تقوم بتخميد سطوع الخلفية المضيئة لتساعد الكاميرا على تمييز المعالم الأمامية للغرض المصور.
ضبط الآيزو (ISO Control): وهي القدرة على التحكم في حساسية الكاميرا للضوء، حيث تستعمل هذه الميزة في ظروف الإضاءة المنخفضة بغية الحصول على صور أوضح، وذلك عندما لا يرغب أو لا يتسنى للمستخدم استعمال الفلاش.
فتحة الالتقاط المتغيرة (Variable Aperture): وهي قابلية تغيير قياس فتحة الالتقاط في الكاميرا لتمكن المستخدم من التحكم بشدة الضوء في ظروف الإضاءة المختلفة.
عدسة تصوير عريضة الزاوية (Wide Angle lens): وهي ميزة تسمح للمستخدم بالتقاط صور بزوايا تصوير عريضة، مما يقلل الحاجة للرجوع إلى الخلف لاحتواء الغرض المصور كاملاً.

## تقنيات معالجة الصور
تمييز الوجه (Face Detection): وهي تقنية تتمكن من تحديد أماكن وأحجام الوجوه البشرية في الصور الرقمية وتستفيد من ذلك في ضبط التركيز الآلي على الوجه، وتتمتع الجوالات الحديثة بالقدرة على تمييز عدة وجوه داخل الصورة الواحدة حتى ولو كانت متداخلة أو متوضعة على مسافات مختلفة.
تمييز رفة العين (Blink Detection): وهي ميزة تمنع الكاميرا من التقاط الصورة إلى حين تكون أعين جميع الأشخاص الذين في داخلها مفتحة.
تمييز الابتسامة(Smile Detection) : وهي ميزة تمنع الكاميرا من التقاط الصورة إلا عندما يبتسم الشخص الواقع ضمنها، حيث يقوم برنامج التصوير بالعثور على فم الشخص والتقاط الصورة حالما يبتسم.
تصوير بانورامي (Panorama Mode): حيث يقوم المستخدم بالتقاط مجموعة من الصور المتوالية عن المشهد ليقوم الجوال بدمجها في صورة بانورامية واحدة.
إلغاء العين الحمراء (Red Eye Reduction): في كثير من الأحيان تظهر العين البشرية بالتصوير بلون أحمر، لذلك تجهز الكاميرات بميزة إلغاء هذا اللون بالتقاط الصورة بعد إضاءة الفلاش.
صور وجه مجمّلة (Beauty Face Shot): وهي تقنية معالجة ذكية لصورة الوجه تقوم بإزالة العيوب الجلدية من وجوه الناس، فيظهر الوجه أكثر إشراقاً ووضوحاً في الصور.
التصوير الذكي(Smart Mode) : وهي تقنية تستخدمها كاميرا الجوال لتحسين الصور الملتقطة، حيث تقوم بتحليل الإضاءة والخلفية وتوازن الألوان ولمعان الأجسام وتقارنها بمجموعة من الإعدادات المخزنة فيها مسبقاً لاختيار أنسب الإجراءات لمعالجة الصورة.

## تقنيات تحسين تصوير الفيديو
تثبيت الفيديو (Video Stabilizer): وهي مجموعة من التقنيات التي تزيد من استقرار الفيديو والصورة، فبفضلها تصبح الصور والأفلام المصورة أقل عرضة للارتجاج أو الظهور بشكل غير واضح. في بعض الأحيان يطلق عليها خاصية تمييز الحركة.
تصوير للعرض البطيء Slow Motion Mode: وهي ميزة تسمح بالتقاط مقطع فيديو بعدد عالي من المقاطع في الثانية ليتسنى عرضه مبطأً بجودة عالية.